# 3軸バス
| 三菱ふそう・エアロクィーンWの3軸車（JRバス関東） |  | 三菱ふそう・エアロクィーンWの3軸車（JRバス関東） |
| 三菱ふそう・エアロクィーンWの3軸車（JRバス関東） |  |                                                  |

3軸バス（3じくバス）とは、3つの車軸を有するバスである。本稿では4つの軸を有する4軸バスについても解説する。
2階建バス（ダブルデッカー）の場合は、構造上・重量上ほぼ3軸バスとなる。2階建車両#バスも参照。

## 概要
| 三菱ふそう・エアロキング（ジェイアール四国バス） |  | 三菱ふそう・エアロキング（ジェイアール四国バス） |
| 三菱ふそう・エアロキング（ジェイアール四国バス） |  |                                                  |

全世界的に、道路を通行する車両はその寸法や重量などが法律などによって定められている。例えば日本では道路運送車両法により保安基準が定められていて、特に車両総重量（GVW）は20tあるいは25t未満と定められている。また車軸の軸重は10t未満となるように定められている。
保安基準による寸法と重量の枠ギリギリまで大型化が進んだバスにおいては、軸重もまた余裕のほとんどない設定となり、そのため豪華な内装品などの装備や、スーパーハイデッカーボディなどの架装が困難な状況となる。ハイデッカー車の重量は14 - 16tほどであるが、内装品の相違やホイールベースと車体の長さによっては車両総重量が20tに迫る。一方、軸重は原則1車軸あたり10t未満と定められているため、2車軸で20tを消化せねばならず、保安基準によって定められた軸重に対しての余裕がさほど存在しない。一般的に自動車の重量は最低でも10kg台、場合によっては100kg台の余裕を持たせることが多い。
また乗車定員を減員する場合、リアエンジンバスでは後方にエンジンやトランスミッションなどの比較的重量のある部品が集中しており、燃料タンクを前軸付近に持ってきたり、ホイールベースとオーバーハングを調整することにより軸重を調整しているため、まるでヤジロベエのように前後の重量バランスをとることになり、車両によっては前後軸の軸重が過大となり車検適合が不可能となる。
そのため、これらの問題を手っ取り早く解決する方法として車軸の複数化を取る手法が見られた。2車軸では1車軸で10t近く消化する必要があるが、3車軸の場合は一車軸あたりおおよそ6.7t、4車軸の場合は1車軸あたり5tほどで済むことになる。

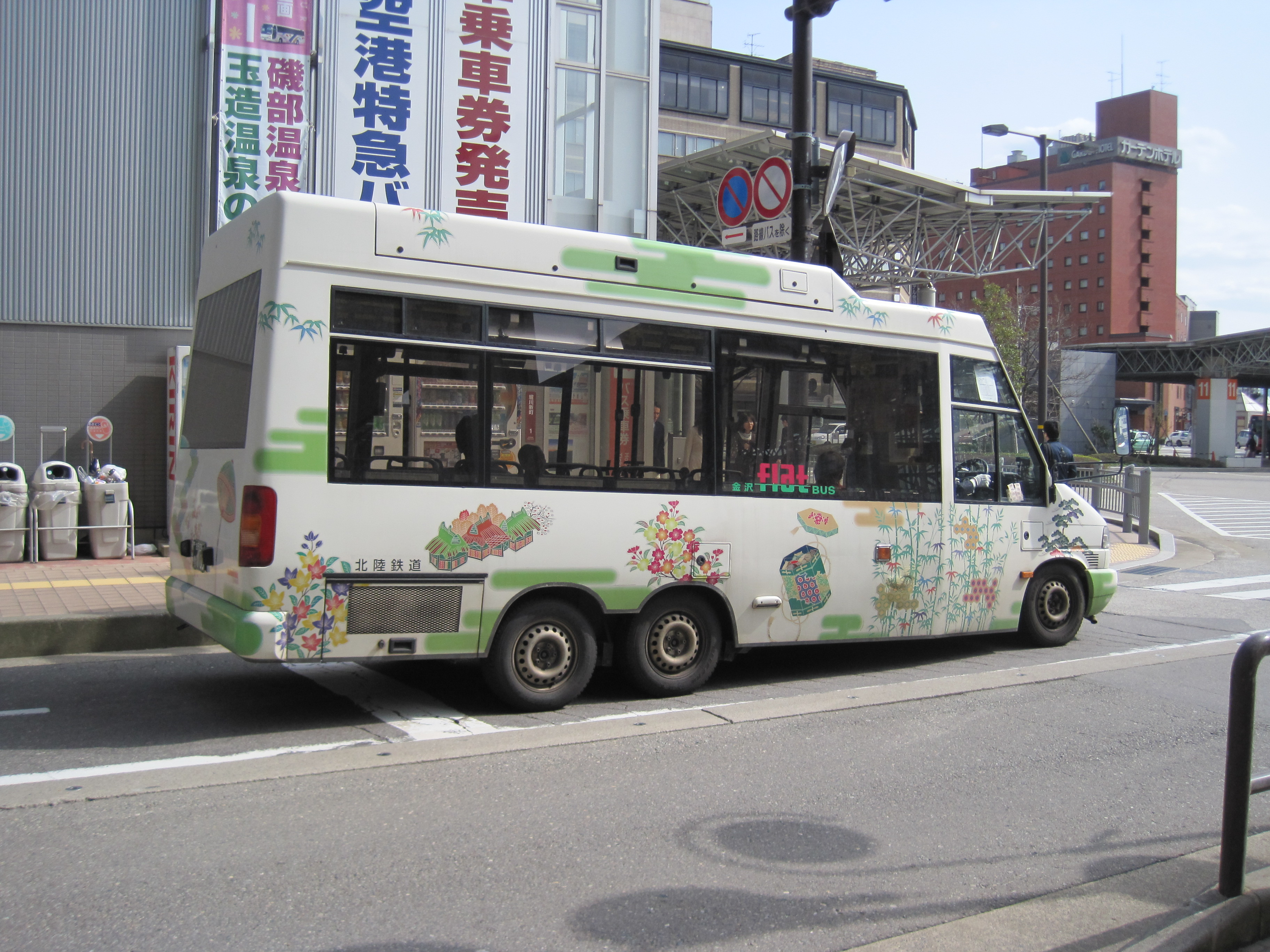
小型3軸バスのクセニッツ CITY-III
金沢ふらっとバス（CNG改造車

なお、日本の基準によらない外国産のバスでは、クセニッツ CITY-IIIのように、小型バスであっても3軸（後2軸）の車両が存在する。
3軸バスは全世界的にはまだまだ健在であるものの、日本国内においては2軸型のバス設計の進歩や、導入事業者による重装備仕様の要求減少などにより3軸型の車両は衰退した。日本で3軸バスが衰退した理由としては2階建バスの生産終了が大きく、最後まで残った三菱ふそう・エアロキングも2010年8月末をもって生産を終了した。国産3軸バス（2階建バス）の生産終了後は、スカニアジャパンによりバンホール・アストロメガが輸入されている。
連節バスとしては、前述のメルセデス・ベンツ・シターロが三菱ふそうによって輸入されているほか、2019年には国産初のハイブリッド連節バスがいすゞ自動車および日野自動車（ジェイ・バス製造）から発売されている。
車軸数を4つに増やした4軸バスも存在する。ネオプラン・メガライナーは世界初の2階建て4軸バスであり、その他にスカニアのK380 8x2が存在する。日本国内では大型トラック日野・プロフィアの低床4軸シャーシをベースとした2階建てオープントップバスを使用し、西鉄バスが「FUKUOKA OPEN TOP BUS」を運行している。
日本における未発売の試作4軸車としては、いすゞ自動車と慶應義塾大学、川崎市のベンチャー企業SIM-Driveが共同で製作した「電動低床フルフラットバス SAKURA」が、2011年の東京モーターショーに出展された。2011年12月から2012年1月にかけて、神奈川中央交通（湘南台駅 - 慶應義塾大学湘南藤沢キャンパス）、京浜急行バス（蒲田駅 - 羽田空港国際線ターミナル）による実証走行も行われた。

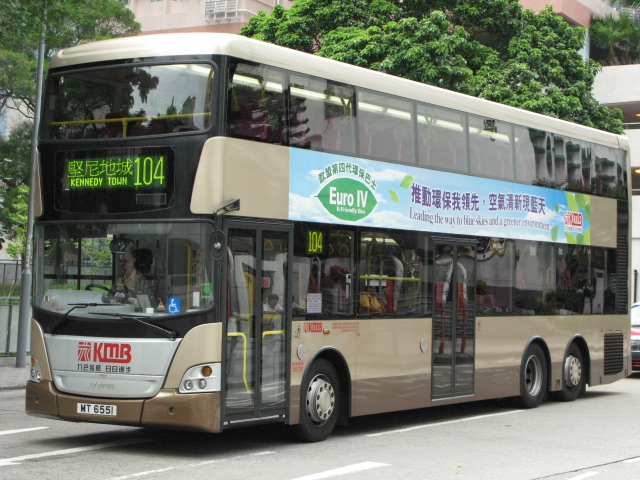
香港の3軸2階建てバス
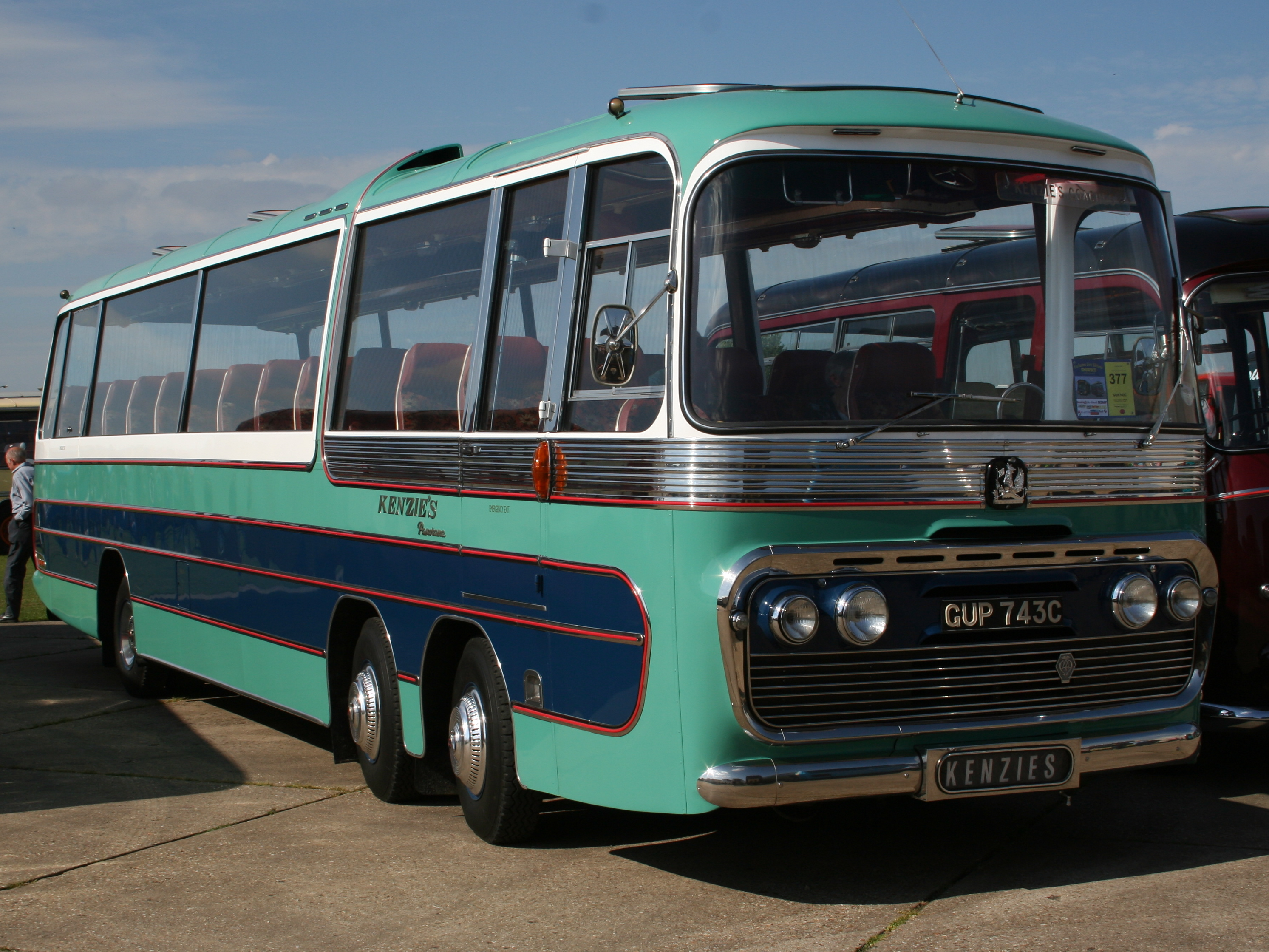
前軸を2つ配置したベッドフォード・VAL
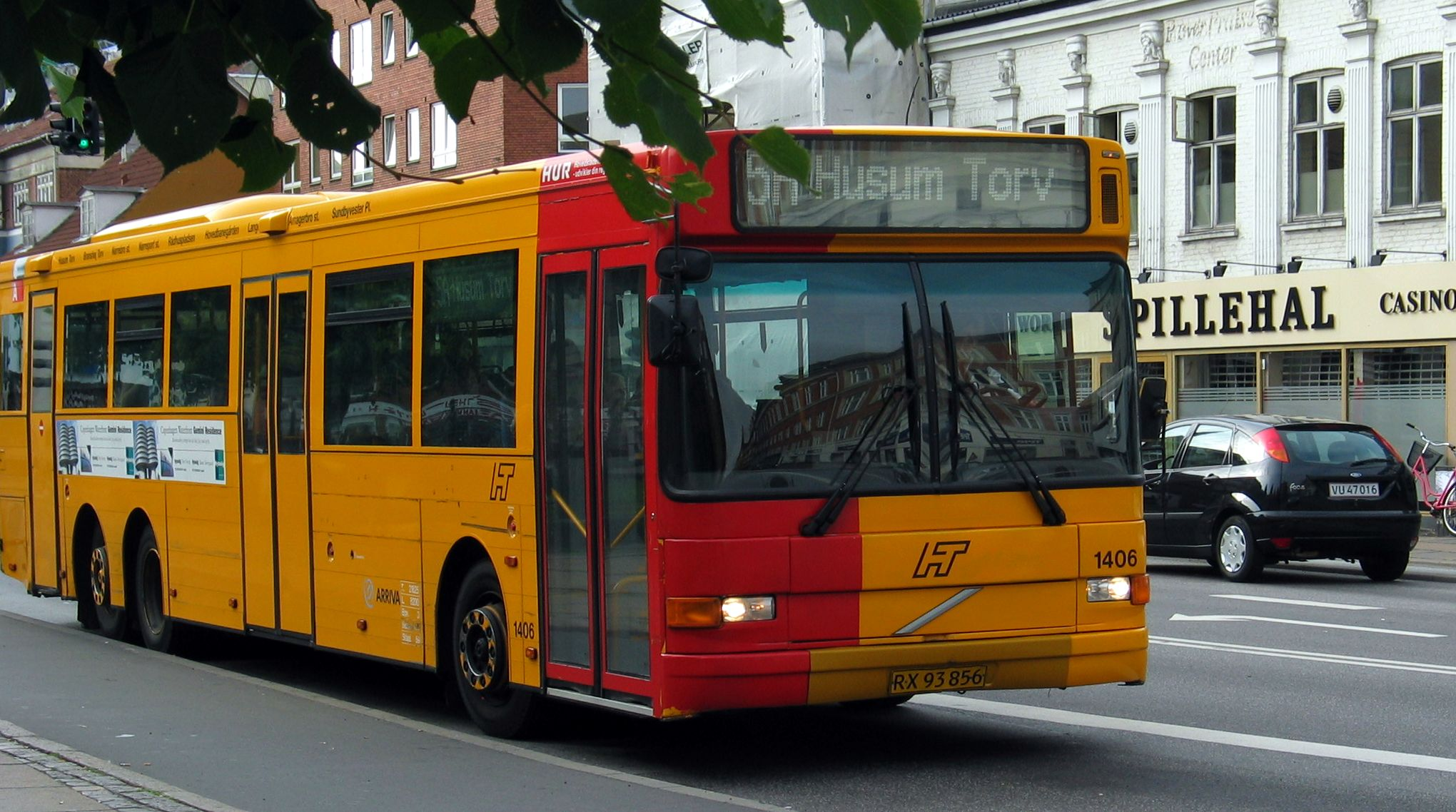
コペンハーゲンのボルボ製3軸路線バス
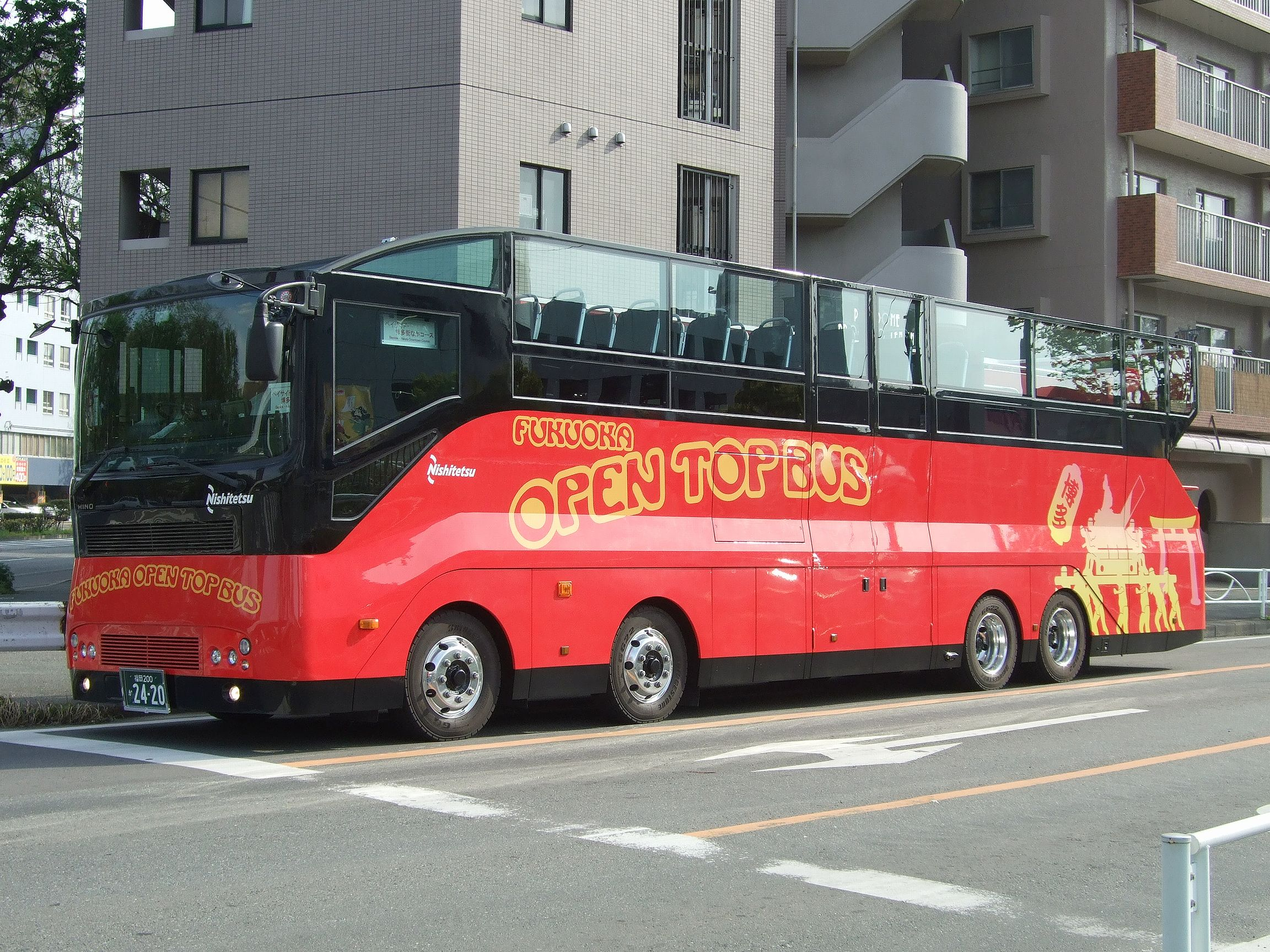
FUKUOKA OPEN TOP BUSの4軸バス
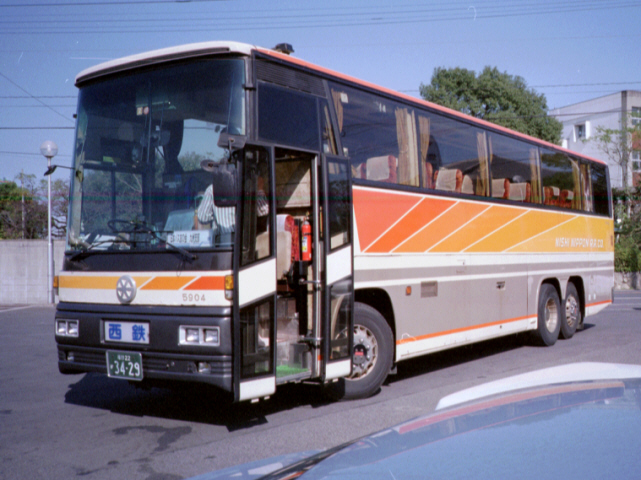
西鉄バスが保有していた3軸バス
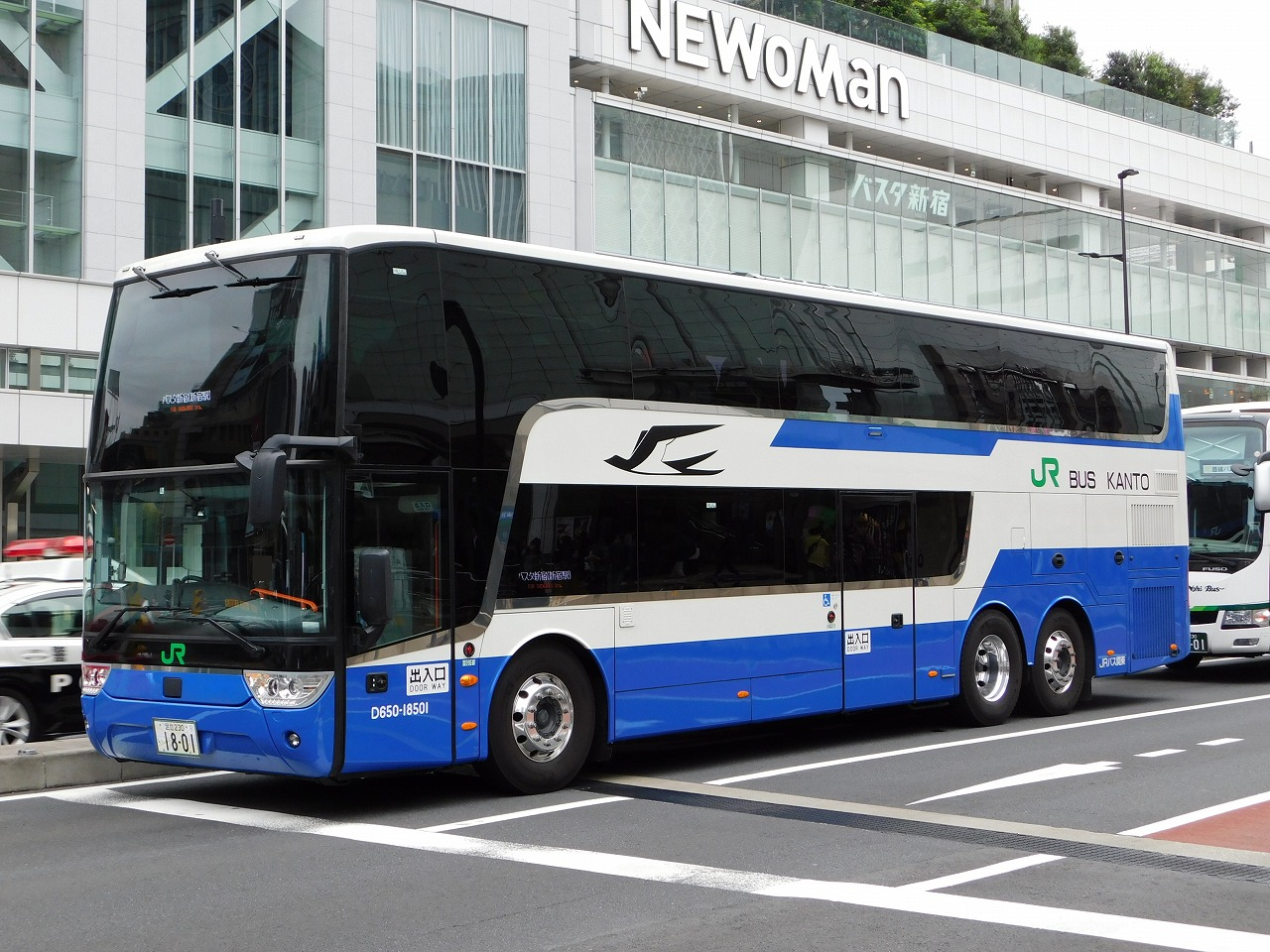
ジェイアールバス関東のアストロメガ（インターシティDD）
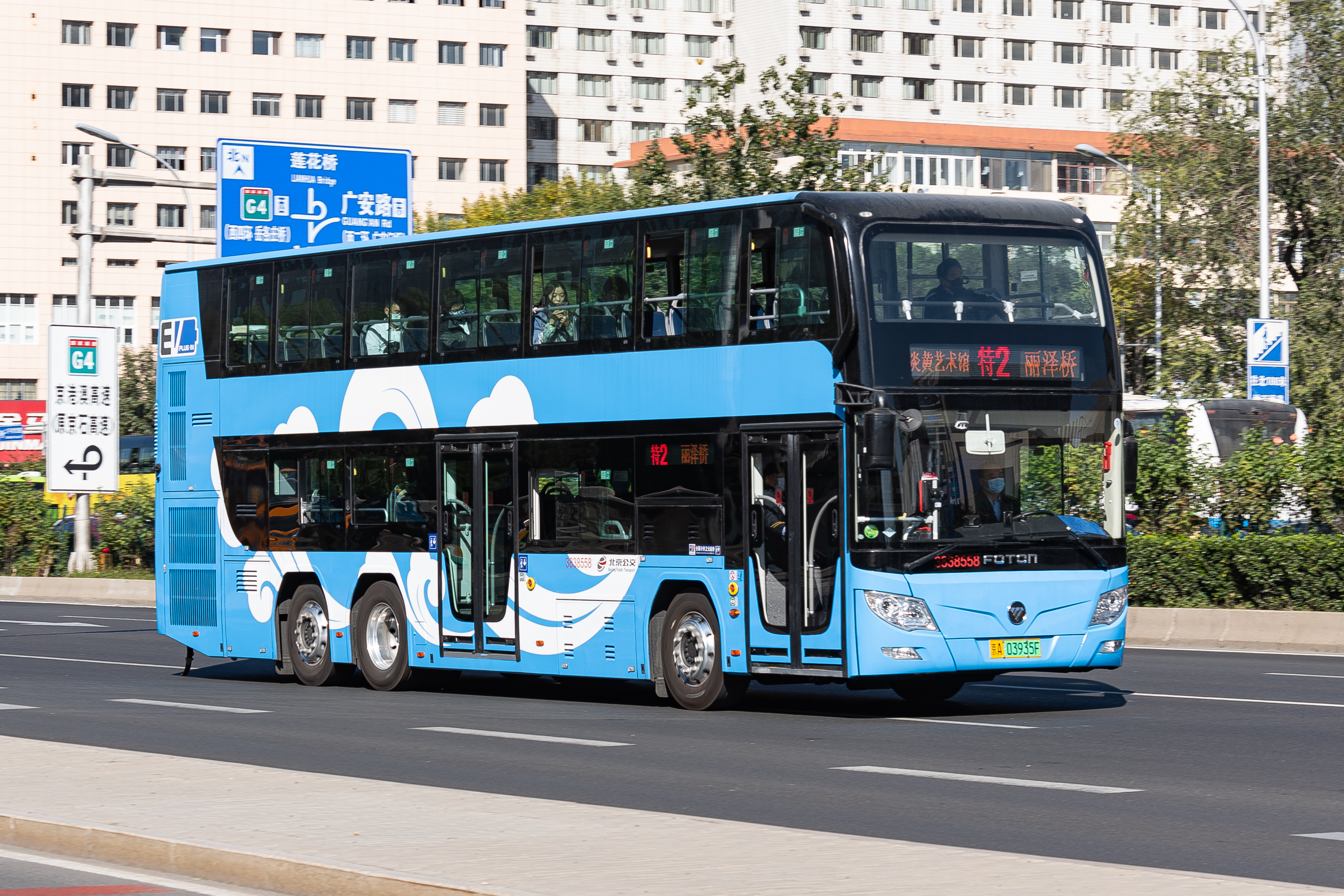
北京の3軸2階建てバス
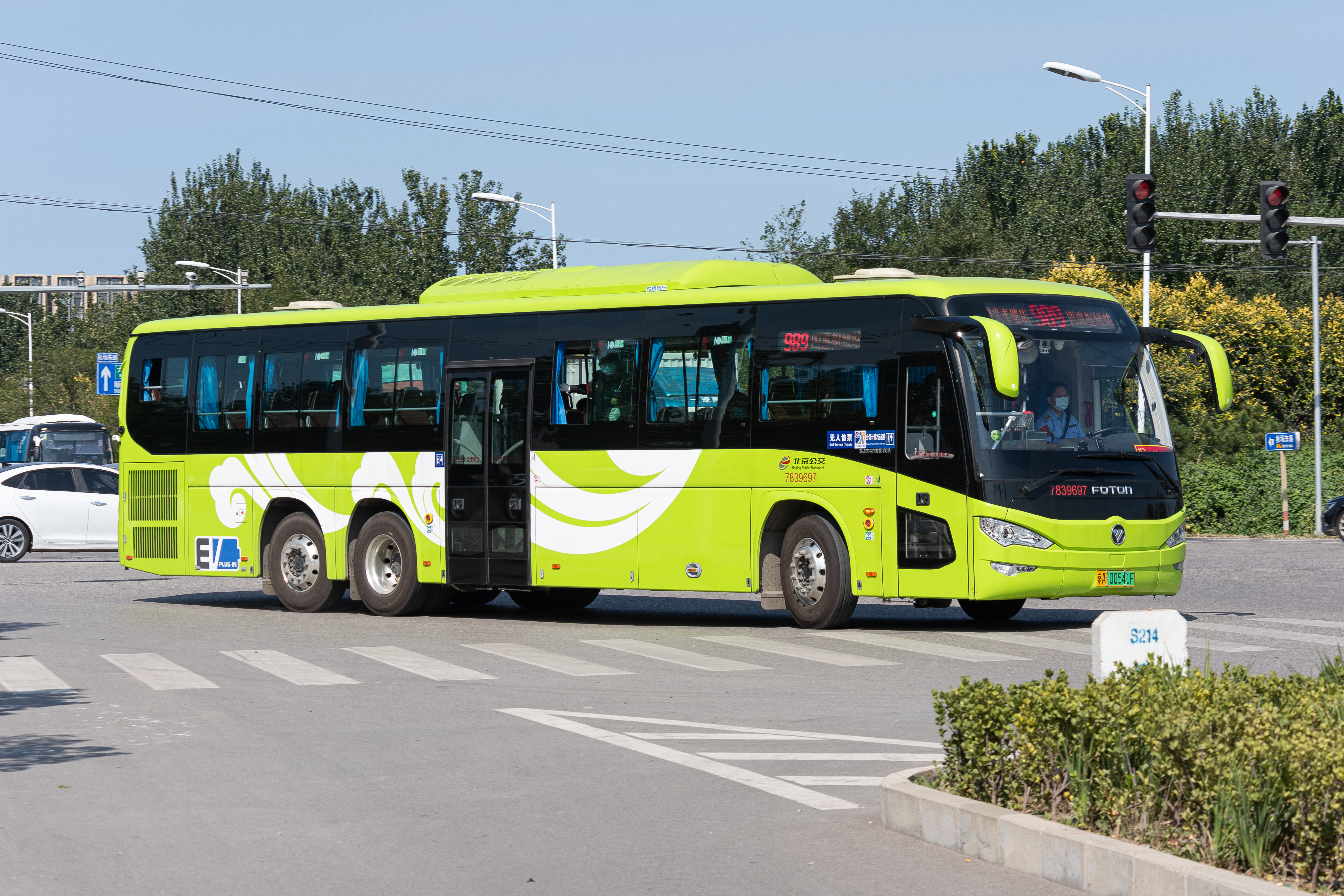
北京の3軸高速バス
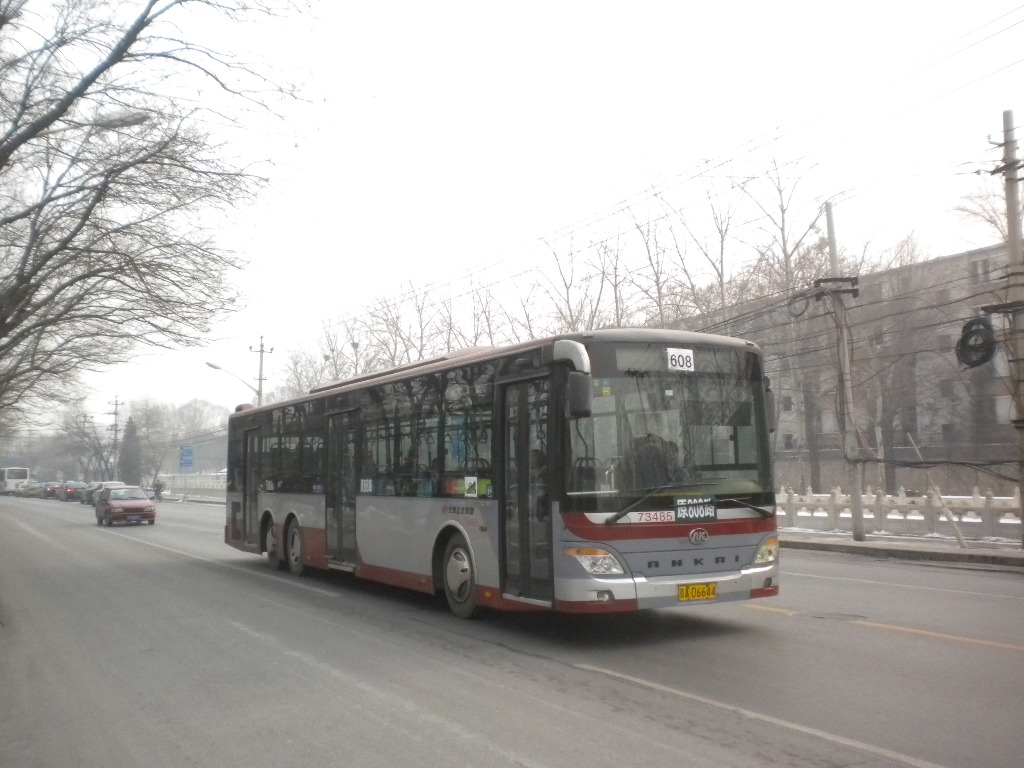
北京の3軸3扉バス
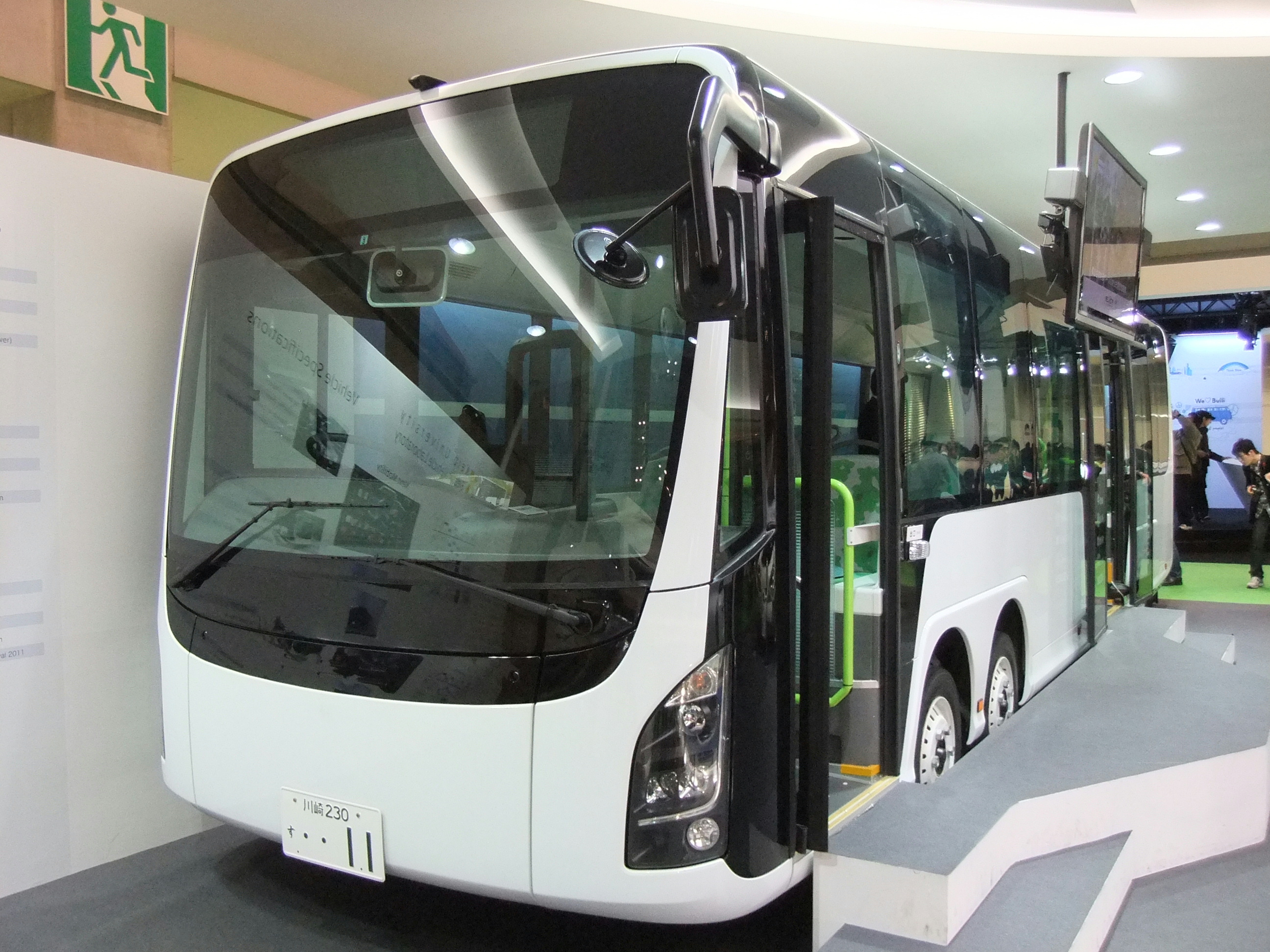
いすゞなどが制作した試作4軸車の電動低床フルフラットバスSAKURA

## 構造
| 4つの車軸を有するネオプラン・メガライナー（JRバス関東） |  | 4つの車軸を有するネオプラン・メガライナー（JRバス関東） |
| 4つの車軸を有するネオプラン・メガライナー（JRバス関東） |  |                                                         |

シャーシの基本構造は通常の2軸バスとほぼ同等であるが、追加した車軸に操舵機構を装備することが多い。
日産ディーゼルや三菱ふそう、ボルボやドレクメーラー、バンホールなどは、アクチュエータによるアクティブステアを行う方式を採用し、ネオプランは横圧によるパッシブステアによって逆位相をとる方式を採用している。駆動用のエンジンが車体中央もしくは車軸よりも後方とされているが、車体の中央に近い車軸を駆動軸とすることが多い。
一方、アメリカのグレイハウンド社が使用しているMCI製やPrevost製のバスでは、複数軸を有するものの、後々輪に操舵機構を装備していない。これは北米大陸に位置するアメリカ本土においては、逆位相となるような操舵機構が必要となる場面が少なく、延々と続く直線道路を走り続ける場面の方が多いためと思われる。
1982年に国産初の3軸観光バスとして発売された、日産ディーゼルのK-DA50T は、RA系の部品を流用したため、後前軸はシングルの従輪、後々軸をダブルタイヤの駆動軸としており、アメリカ3軸バスと同じ構成となっていた。
1963年に三菱ふそうが路線バスのラッシュ対策として製造した長尺車のMR430（国鉄バスや旭川電気軌道などが導入）、イギリスのベッドフォードが製造したVALでは、前輪2軸構造が採用された。
連節バスにおける事例としては、ボルボ・B10Mでは、ヘッドの車体中央部にエンジンを搭載し、ヘッド側の後軸を駆動する方式をとっていた。日本では三菱ふそうにより輸入され、神奈川中央交通や京成バスなどが導入したメルセデス・ベンツ・シターロでは、トレーラー側にエンジンを搭載し、後々軸を駆動してヘッドを推進する方式をとっている。

## メリットとデメリット

### メリット
- 車両の設計が容易になる。
- 重量制限が緩くなり、車体や備品を重量の嵩むものにできるため、導入事業者の希望仕様に仕立てやすい。
- 豪華な車両や装備にできるため、導入事業者のフラッグシップとして高級感を演出できる。
- 乗車定員を増加できる。一般的な高速バス路線用のハイデッカーでは30人ほどであるが、ダブルデッカーでは最大で56人ほどまで増やすことが可能である。

### デメリット
- 2軸型のバスよりも重量が嵩むため、エンジンや駆動系などへの負担が大きく、燃費も悪化する傾向にある。
- さまざまな仕様に対応可能なものの、在来型車両よりも高価となる。
- タイヤが多いため全体的なタイヤ磨耗は少ないものの、組み替えによって満遍なく減らす手間がかかる。
- 販売台数が多くなる車種ではないため、部品や車台の共通化などを行う必要がある。
  - 三菱ふそう・エアロキングは型式がMU**系であるが、エアロクィーンWと同一車枠を使用していたためで、エアロクィーンWも型式はMU**系となっていた。